# アレクサンドリア・トローアス

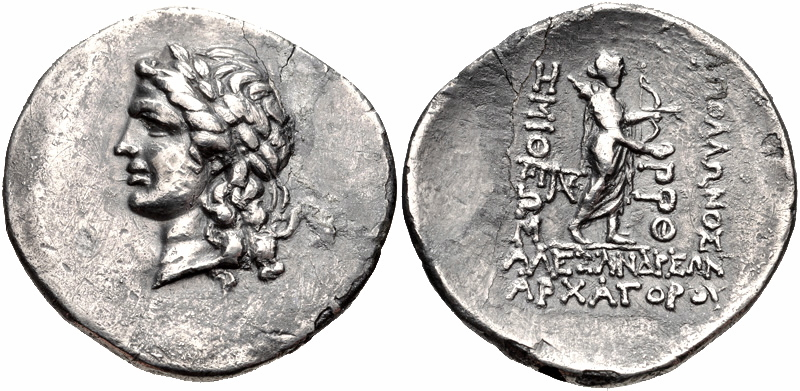
紀元前102-66年のディドラクム銀貨。表: 桂冠を被ったアポローン　裏: 右を向くアポローン・スミンテウス。肩に箙をかけ、弓矢とパテラを手にしている。刻印はΑΠΟΛΛΩΝΟΣ ΣΜΙΝΘΕΩΣ [ΑΛΕΞΑΝΔΡΕΩΝ ΑΡΧΑΓΟΡΟΥと書かれている。

アレクサンドリア・トローアス ( ギリシア語: Αλεξάνδρεια Τρωάς; トルコ語: Eski Stambul) は、エーゲ海に面するトルコ北西部（歴史上トローアスと呼ばれた地域）に存在した古代ギリシア都市、およびその遺跡。テネドス島の南、現在のチャナッカレ県エジネ郡ダルヤン村の南東に位置していた。400ヘクタール (990エーカー)以上の領域に遺跡が点在しており、公衆浴場、オデオン、劇場、訓練場、スタディオン走競技場などの遺跡が残っている。また市壁の痕跡も辿ることができる。

## 歴史

### ヘレニズム時代
ストラボンによれば、この地はもともとシゲイア (Σιγία)と呼ばれていた。紀元前306年ごろ、アンティゴノス朝マケドニアの建設者アンティゴノス1世が都市を再建・拡張してアンティゴニア・トローアスと改名し、周辺地域の5つの都市から住民を移住させた。かつて権勢を誇ったネアンドレイアも取り込まれた都市に含まれていた。紀元前301年、リュシマコスがこの街をアレクサンドロス3世（大王）にちなんでアレクサンドリア・トローアスと改名した。大プリニウスはこの変化を単にアンティゴニアからアレクサンドリアへ名前が変わっただけだと捉えていた。しかしこの見方は正確でない。というのも、この都市はアレクサンドリア・トローアスという一続きの名で呼ばれ続けており、4-5世紀のTabula Peutingerianaにもその名が記され続けているからである。アナトリア半島北西部の主要港として、この地はローマ時代に大繁栄を遂げ、紀元前188年には「自由自治市」となった。後世に残された遺跡も、往時の都市の重要性を十分に伝えている。最盛期の人口は約10万人に上った可能性がある。ストラボンは、アウグストゥス時代にコローニア・アレクサンドリア・アウグスタ・トローアスという名のローマの植民市（この頃には単にトローアスと呼ばれることもあった）がこの地に建設されたと伝えている。アウグストゥスやハドリアヌス、富裕な文法学者だったヘロデス・アッティクスらはその発展に深く寄与した。現在も残る水路橋はヘロデス・アッティクスによって整備されたものである。コンスタンティヌス1世は、トローアスをローマ帝国の新たな首都候補に考えていた。

### ローマ時代
ローマ時代のアレクサンドリア・トローアスは、アナトリア半島とヨーロッパを行き来するための極めて重要な港であった。『使徒言行録』によれば、タルススのパウロは初めてヨーロッパにわたるときアレクサンドリア・トローアスから船出し、帰って来る時もこの都市に船が着いたとされている。パウロがエウテュケスを蘇生させたというエピソードはこの時のものであるとされる。アンティオキアのイグナティオスもローマでの殉教に向かう旅の途中でトローアスに滞在している。

### ビザンツ時代
何人かのアレクサンドリア・トローアス司教の名が後世に伝わっている。マリヌス(325年)、ニコニウス(344年)、スルウァヌス(5世紀初頭)、ピオニウス(451年)、レオ(787年)、ペトルス(9世紀、コンスタンティノープル総主教イグナティオスの友人でミカエルの敵)らが挙げられる。10世紀、トローアスはキュジコスに付随する属主教座となり、有名なトロイアとは別個に扱われることとなった (Heinrich Gelzer, Ungedruckte ... Texte der Notitiae episcopatuum, 552; Georgii Cyprii descriptio orbis romani, 64)。いつトローアスの街と教区が消滅したかは定かでない。カトリック教会ではトローアスの名で名目司教座が残されているが、1971年以降空席の状態が続いている。
東方正教会でも、トローアスはコンスタンティノープル総主教のもとの名目教区が置かれている。2002年から2011年までトローアス主教を務めたサヴァス・ゼンビラス は、その後在米国ギリシャ正教会のピッツバーグ府主教となっている。

### オスマン時代
14世紀、かつてのトローアスにあたる地域はカラスィ侯国に支配された後、1336年にオスマン帝国に征服された。アレクサンドリア・トローアスの遺跡は、トルコ人たちの間でエスキ・スタンブル（トルコ語: Eski Stambul）すなわち「古い街」と呼ばれた。遺跡の石材の多くは建築資材として持ち去られた。例えばメフメト4世は、イスタンブルのイェニ・ヴァリデ・モスクを飾るために遺跡の柱を使った。18世紀半ばには「盗賊の潜伏地」になり果てていた。

### 近代以降
1911年までに、かつてのアレクサンドリア・トローアスの辺りはオークの木が生い茂り、遺物も多くが奪われていたが、それでもなお在りし日の市壁の跡をたどることができ、ほとんどそのままの姿で残されている部分も存在していた。城壁は総延長10キロメートルほどで、等間隔に塔が備えられていた。古代の浴場とギュムナシオンを合わせた総合施設の遺構もこの中にある。地元ではバル・サライ(トルコ語: Bal Saray、「蜂蜜の宮殿」の意)と呼ばれているこの施設は、元をたどればヘロデス・アッティクスが135年に私財で建てたものであった。トラヤヌスが整備した水路橋のルートも辿ることができる。港には2つの大きな船だまりがあったが、これらは今ではほとんど砂で埋もれている。21世紀初頭、ドイツの考古学者たちが遺跡の発掘調査を行った。この時、紀元前100年ごろの巨大な競技場の遺構が見つかった。